# Minardi F1 Team
Minardi F1 Team fue una escudería, fundada en 1979 por Giancarlo Minardi. La escudería participó en Fórmula 1 desde 1985, aunque con poco éxito. 
Fue fundada en 1979 por Giancarlo Minardi y pasó por sucesivos propietarios. En 1996, fue adquirida por el empresario metalúrgico Gabriele Rumi, quién a mediados de 2000 se retiró traspasando la propiedad al consorcio Panamerican Sports Network. Estos últimos a su vez, traspasaron el equipo a final de temporada al magnate australiano Paul Stoddart, quien lo refundó bajo el nombre de European Minardi F1 Team. A finales de 2005 fue vendida a la compañía de bebidas Red Bull en posesión ya de una escudería, Red Bull Racing; en 2006 Minardi se convirtió en la Scuderia Toro Rosso. Para el año 2020 la escudería cambió su nombre a Scuderia AlphaTauri, volviendo a reformular su nombre en 2024, simplemente como RB Formula One Team.
Desde sus comienzos en la máxima categoría del automovilismo mundial, el equipo cosechó solo 31 puntos en los campeonatos (aunque con el sistema moderno de puntuación esta cifra aumentaría), y cerca de la mitad de ellos fueron obtenidos por su primer piloto, Pierluigi Martini. Martini fue también quien consiguió la única primera fila en la parrilla de salida para la escudería, e incluso lideró durante una vuelta una carrera en 1989. No obstante, Minardi nunca obtuvo un podio en su historia, siendo su mejor resultado un cuarto lugar. Esta posición fue ocupada dos veces por Martini en 1991 y otra vez por Christian Fittipaldi en 1993.

## Inicios

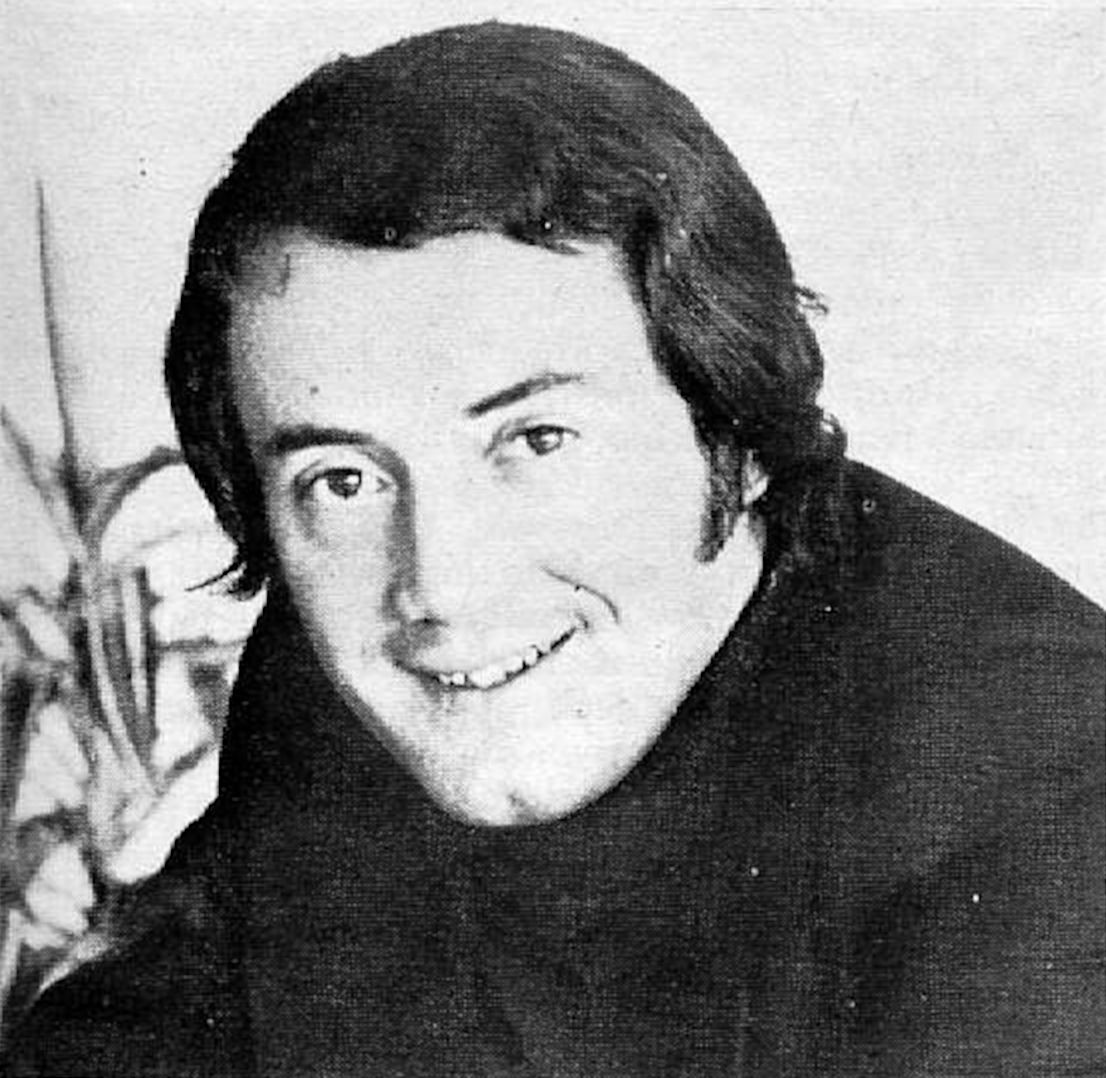
Giancarlo Minardi en el año 1974.

La familia Minardi tiene una larga participación en el deporte del motor. El abuelo de Giancarlo Minardi tenía un concesionario de Fiat en Faenza desde 1927, mientras que su padre, Giovanni Minardi, compitió en sus propios autos a fines de los años cuarenta. Después de su muerte, Giancarlo se hizo cargo de la parte de las carreras del negocio familiar. Dirigió un equipo de Fórmula Dos con el nombre de Scuderia Everest entre 1972 y 1979. En 1976, la scuderia participó en carreras fuera del campeonato de Fórmula 1 con un Ferrari 312T con el piloto Giancarlo Martini, el tío de Pierluigi Martini. Martini Sr. se clasificó en el puesto 15 para la Carrera de Campeones en Brands Hatch , pero no pudo comenzar la carrera después de un accidente durante la primera vuelta. El equipo luego compitió en el Trofeo Internacional BRDC en Silverstone, donde Martini terminó décimo. En 1979, Minardi recibió el respaldo financiero del conocido patrón italiano de automovilismo Piero Mancini y creó el equipo de carreras de Minardi como constructor de Fórmula Dos.
Entre 1980 y 1984, Los autos de Minardi, diseñados por Giacomo Caliri y con motores BMW, lograron buenos resultados en Fórmula 2 destacándose pilotos como Johnny Cecotto, Alessandro Nannini y Michele Alboreto (este último logró una victoria en Misano, 1981). Durante 1984, Minardi tomó la decisión de participar en Fórmula 1 al año siguiente.

## Inicios en Fórmula 1

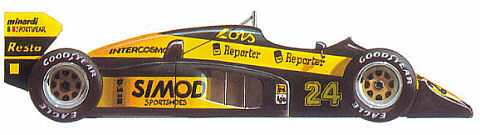
El Minardi M187 utilizado por Nannini para la temporada de 1987.

En 1985,  Giancarlo Minardi presentó su  escudería con Pierluigi Martini como único piloto. Terminaron sin puntos y con un octavo lugar en Australia como mejor resultado. En 1986, el segundo año, se fue Martini y llegaron Alessandro Nannini y Andrea de Cesaris, que no consiguieron ningún punto. Tampoco lo consiguieron en la Temporada 1987 de Fórmula 1. Fue en 1988 cuando obtuvieron su estreno en el Gran Premio de los Estados Unidos, gracias a uno de los pilotos más importantes en la historia de Minardi, que volvió ese año: Pierluigi Martini.

### El ascenso y los mejores años
Ya en 1989, Martini obtuvo el segundo puesto en la parrilla de salida siendo el mejor puesto de salida. En el Gran Premio de Portugal de 1989 Martini lideró 4 km equivaliendo a una vuelta. En el Gran Premio de los Estados Unidos de 1990, el propio Martini logró la segunda posición en la clasificación.
Sus mejores años fueron en los 90, ya que en Temporada 1991 de Fórmula 1, con motores Ferrari obtuvieron 6 puntos y un séptimo puesto en la clasificación de constructores acabando incluso delante de Lotus o de Brabham. Esos seis puntos fueron de Pierluigi Martini. En la Temporada 1993 de Fórmula 1 fue otro buen año cosechando 7 puntos y fueron octavos. Christian Fittipaldi obtuvo 5 puntos y 2 de Fabrizio Barbazza. El 1994 también fue un año excelente con 5 puntos aunque algo más débil, con 4 puntos de Martini y uno de Michele Alboreto. Ya en el siguiente año, perdieron puntos, solo han hecho un punto por Pedro Lamy.

### El descenso
En los siguientes años no puntuaron entre 1996 y 1998, hasta la Temporada 1999 de Fórmula 1 cuando Marc Gené obtuvo un punto en el Gran Premio de Europa de 1999. En 2000 y 2001 no puntuaron. En 2002 el debutante australiano Mark Webber dio dos puntos a la escudería en su Gran Premio de debut, en el Gran Premio de Australia de 2002. En 2003 no puntuaron a pesar del nuevo sistema de puntuación, aunque Jos Verstappen logró una pole provisional en la clasificación del viernes en el Gran Premio de Francia. En 2004 y 2005 volvieron a puntuar.
En 2004 obtuvieron un punto y en 2005 se llevaron un botín de 7 puntos en el Gran Premio de los Estados Unidos de 2005 porque los pilotos de Michelin no participaron por la seguridad en el oval.

## Venta a Paul Stoddart en 2001

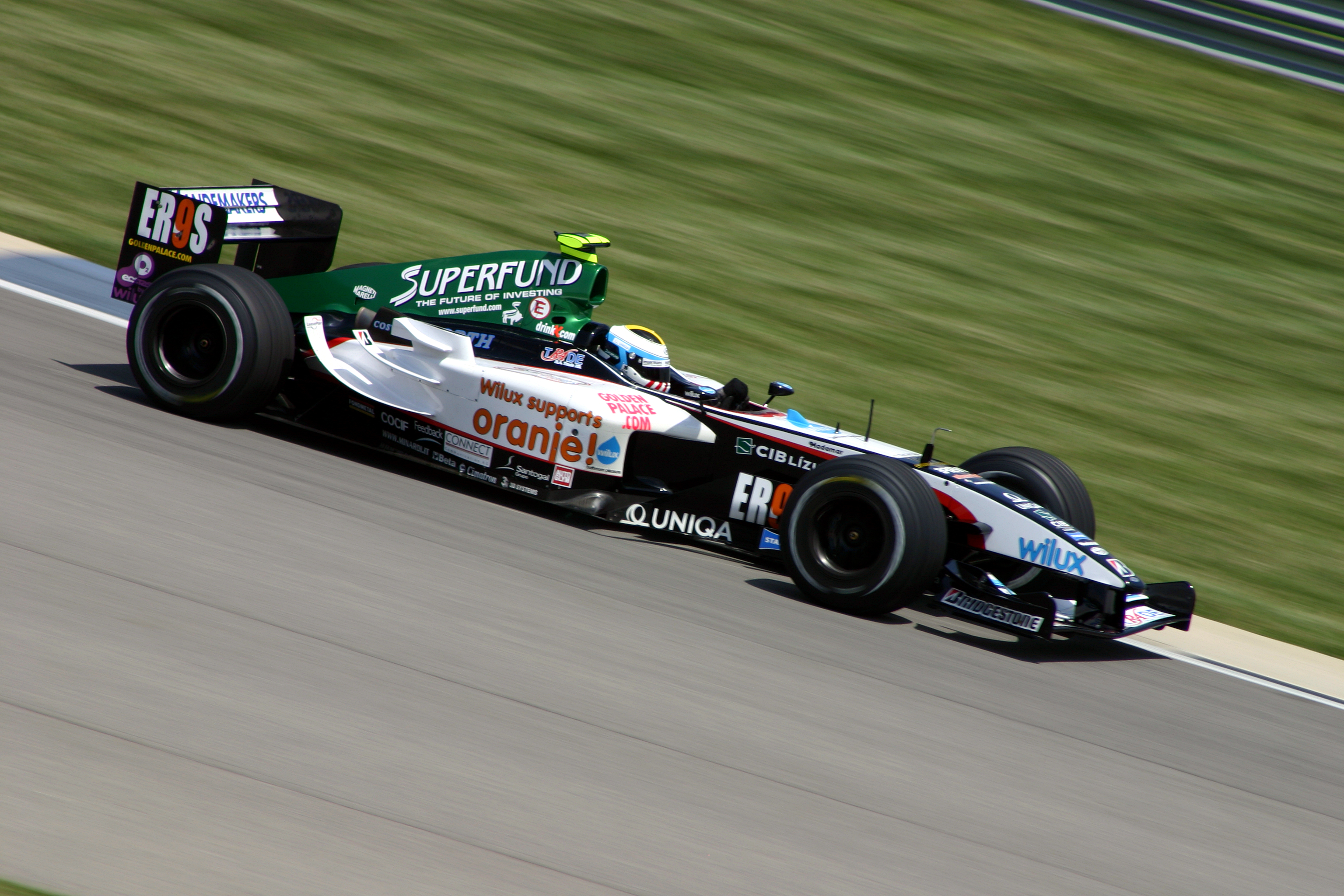
Zsolt Baumgartner conduciendo el Minardi PS04 en el Gran Premio de los Estados Unidos de 2004, con el que consiguió puntuar quedando octavo.

Cerca de la quiebra, el equipo fue comprado por el magnate australiano Paul Stoddart a principios de 2001. Desde que pasó a ocupar la posición de director del equipo, Stoddart ha luchado por la reducción de los costes en este deporte. Solicitó a los principales constructores un acuerdo para que los equipos independientes, que son los que tienen finanzas más débiles, pudieran acceder a la provisión de motores a un precio menor del que tienen en la actualidad. A cambio, las principales escuderías lograrían el apoyo de las más pequeñas en el momento de oponerse a cambios en el reglamento propuestos por la FIA. Un ejemplo de esto es la prohibición del sistema de control de tracción, a la cual muchos equipos (incluido Minardi) se oponen, aunque Stoddart amenazó con retirar su apoyo.
Minardi presentó en el 2004 a dos debutantes en la categoría, el italiano Gianmaria Bruni y el húngaro Zsolt Baumgartner. Durante la temporada, festejaron el vigésimo aniversario de la escudería. Baumgartner obtuvo un punto para la escudería en el Gran Premio de los Estados Unidos tras más de dos años de sequía, al finalizar octavo entre los ocho coches que cruzaron la línea de llegada. El piloto se convirtió también en el primer húngaro en obtener un punto en la categoría.

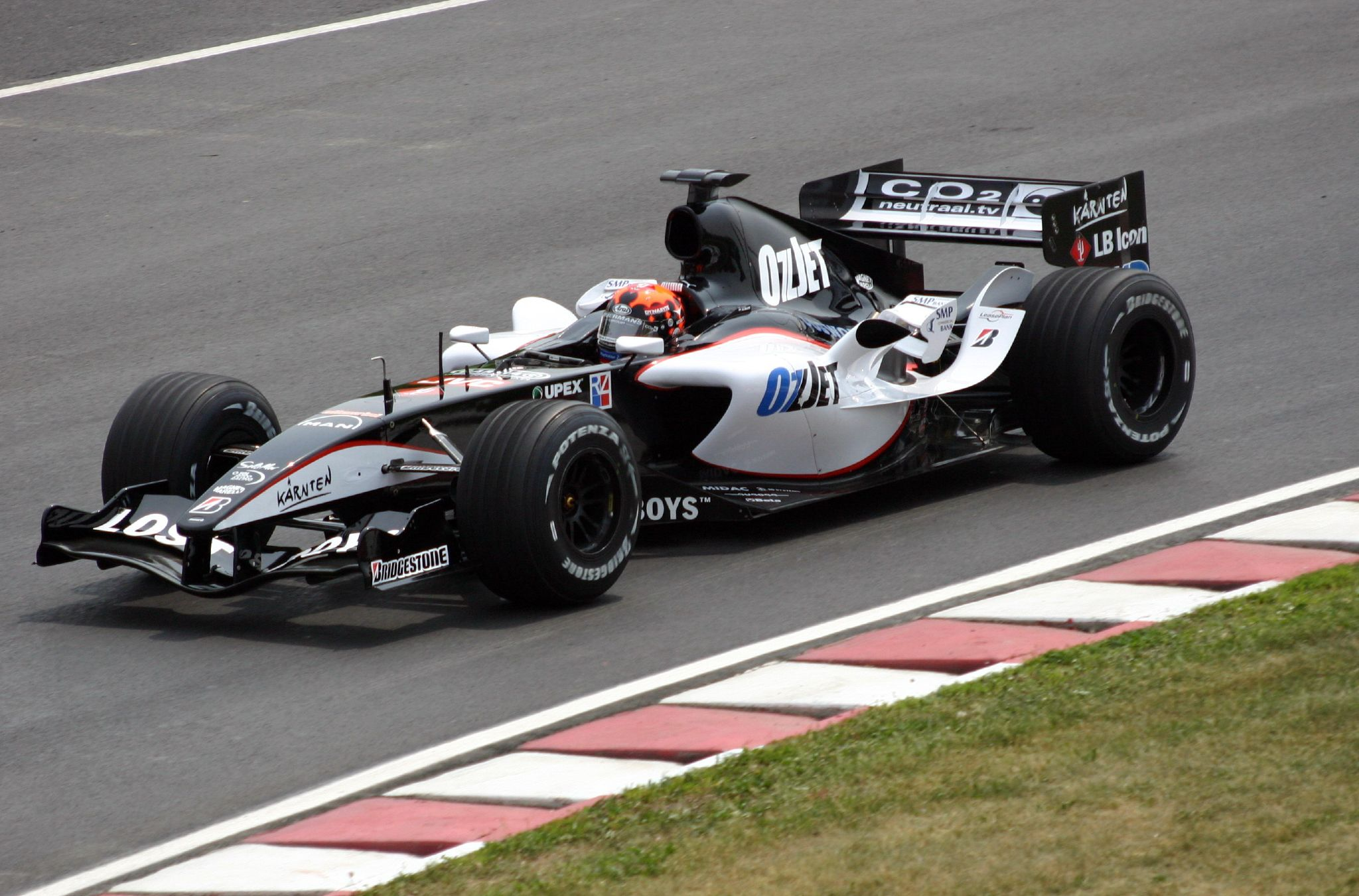
Christijan Albers en el Gran Premio de Canadá de 2005.

A pesar de su fama de equipo de segunda, la escudería ha sido la cuna de pilotos que luego se convirtieron en estrellas de la categoría. Giancarlo Fisichella, Jarno Trulli, Mark Webber, y Fernando Alonso (quienes ya ganaron en la categoría), han integrado las filas del equipo en sus inicios.

### Paul Stoddart y Champ Car
En 2006, el magnate Paul Stoddart, entonces propietario del antiguo equipo Minardi de Fórmula 1, compró una participación del equipo HVM Racing y parte del equipo italiano parcialmente lo fusionó y lo rebautizó Minardi Team USA. Para la temporada 2007 Stoddart y Wiggins alinearon los servicios de los pilotos Dan Clarke y el piloto de pruebas de Red Bull Racing de Fórmula 1, el neerlandés Robert Doornbos. Participaron en la serie hasta la unificación con la Indy Racing League.

## Venta a Red Bull Racing
Durante la Temporada 2005 de Fórmula 1, Paul Stoddart anunció la venta de Minardi al equipo, ya existente, Red Bull Racing. A pesar de que Red Bull Racing ya tenía su equipo principal en Fórmula 1, decidió usar la compra de Minardi para cultivar sus nuevos talentos que serían las estrellas del futuro. El 1 de noviembre de 2005 pasó a llamarse Scuderia Toro Rosso, compitiendo a partir de 2006. Para  la temporada 2020 cambiaron el nombre por Alpha Tauri. Finalmente en 2024 cambiaria nuevamente de nombre por Visa Cash App RB Formula One Team.

## Usos posteriores de la marca Minardi
Tras la adquisición de Minardi F1 Team por parte de Red Bull, Giancarlo Minardi y Paul Stoddart han utilizado el nombre Minardi en nuevos emprendimientos dentro del deporte del motor.
El 1 de enero de 2006, Giancarlo Minardi volvió a adquirir ciertos derechos para usar el nombre Minardi en las carreras. También anunció que estaba licenciando el nombre Minardi al equipo GP Racing, establecido en la Serie Junior de la Euro Formula 3000, el cual pasó a denominarse Minardi Team by GP Racing. El equipo corrió con éxito moderado, logrando un podio en cada etapa de la ronda de Spa, en junio de 2006. Para 2007, Minardi Team by GP Racing combinó fuerzas con el equipo de GP2, Piquet Sports, formando el Minardi Piquet Sports. Para 2008, el equipo fue conocido simplemente como Piquet Sports.
Por su parte, en 2006, Paul Stoddart declaró su intención de entrar en la Fórmula 1 con un nuevo equipo llamado «European Minardi F1 Team Ltd» a partir de 2008. Su solicitud no tuvo éxito y el 12.º puesto de la parrilla fue otorgado a Prodrive. Una vez caída esta posibilidad, Stoddart cambió de rumbo y centró su atención en la serie Champ Car con sede en Estados Unidos. El 18 de diciembre de 2006, se confirmó que había comprado una participación mayoritaria en el equipo de Champ Car, CTE Racing-HVM y que el equipo pasó a llamarse Minardi Team USA. En 2007, el equipo tuvo un éxito razonable, gracias a Robert Doornbos, quien consiguió dos victorias y varios podios en su camino al tercer puesto de la serie, ganando a su vez los honores de Novato del Año. Cuando la serie cerró antes de su temporada prevista de 2008, la participación de Stoddart cesó y el equipo entró en la IndyCar Series bajo el nombre de HVM Racing.
Actualmente, Stoddart tiene reservado el derecho de utilizar el nombre Minardi, para una empresa registrada en Gran Bretaña.